# Emergency 4: Global Fighters for Life
Emergency 4: Global Fighters for Life (w Stanach Zjednoczonych pod nazwą 911: First Responders) – komputerowa strategiczna gra czasu rzeczywistego wyprodukowana przez studio Sixteen Tons Entertainment i wydana w 2006 roku przez Take-Two Interactive. Jest to czwarta część serii Emergency, wprowadzająca zasadnicze zmiany w porównaniu z poprzednimi grami z serii.
Gra spotkała się z mieszanym odbiorem niemieckich recenzentów, uzyskując według niemieckiego agregatora PC Games Database średnią ocen 71%.